# Чан Ваньцюань
Чан Ваньцюань (кит. упр. 常万全, пиньинь Cháng Wànquán; род. январь 1949, Наньян) — китайский генерал-полковник (2007), в 2013—2018 годах министр обороны и член Госсовета КНР. Член ЦК КПК (16—18 созывов).

## Биография
В рядах НОАК с марта 1968 года, с ноября того же года член КПК.
Окончил Вэйнаньское педагогическое училище провинции Шэньси, где учился в 1985—1987 годах, младший специалист.
В 1992—1994 годах командующий 61-й дивизией. В 1994—1998 годах начштаба 47-й группы армий. В 1998—2000 годах служил в Нацуниверситете обороны. В 2000—2002 годах командующий 47-й группы армий. В 2002—2003 годах начштаба Ланьчжоуского ВО. В 2003—2004 годах начштаба Пекинского ВО. В 2004—2007 годах командующий Шэньянским военным округом.
С сентября 2007 по октябрь 2012 года начальник Главного управления вооружений и военной техники НОАК. Член ЦВС КНР с октября 2007 года. Во время нахождения на этом посту четырежды руководил китайской программой пилотируемых космических полётов, именно под его руководством корабль «Шэньчжоу-7», космический модуль «Тяньгун-1», корабли «Шэньчжоу-8» и «Шэньчжоу-9» поочередно поднялись в космос.
С марта 2013 года министр обороны и член Госсовета КНР. Является самым старшим по возрасту среди пяти нынешних членов Госсовета. Также как и его предшественник на посту министра обороны Лян Гуанле, не является членом Политбюро. Из-за возрастных ограничений не сможет быть переизбран на следующий срок в ЦК КПК.
Заведовал кафедрой ведения военных операций Академии национальной обороны.
«Чан Ваньцюань считается человеком Ху Цзиньтао», — отмечал журнал «Коммерсант-Власть» (05.11.2012), — «карьера Чана резко ускорилась после того, как Ху стал генсеком — в 2002-м генерала избрали в ЦК партии, затем он был начальником штаба в столичном военном округе».

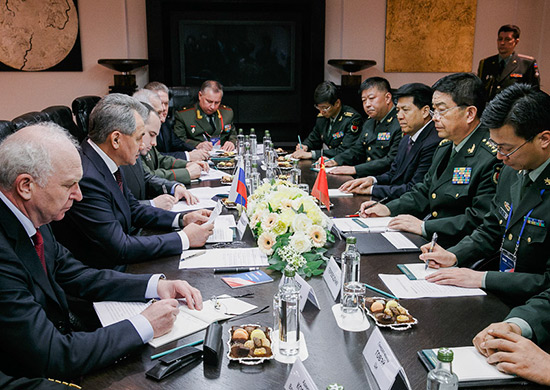
Встреча с министром обороны России генералом армии Сергеем Шойгу,
27 апреля 2016 года

## Воинские звания
- полковник (1988)
- бригадный генерал (1992)
- генерал-майор (июль 1997)
- генерал-лейтенант (2003)
- генерал-полковник (октябрь—ноябрь 2007)